# Amblycheila
Amblycheila es un género de escarabajos de la familia Cicindelidae.

## Especies
- Amblycheila baroni Rivers, 1890
- Amblycheila cylindriformis (Say, 1823)
- Amblycheila halffteri Mateu, 1974
- Amblycheila hoversoni Gage, 1990
- Amblycheila katzi Roman & Duran, 2019
- Amblycheila nyx Sumlin, 1991
- Amblycheila picolominii Reiche, 1839
- Amblycheila schwarzi W. Horn, 1903